# Коламбус (Міссісіпі)
Коламбус (англ. Columbus) — місто (англ. city) в США, в окрузі Лаундс штату Міссісіпі. Населення — 24 084 особи (2020).

## Географія
Коламбус розташований за координатами 33°30′29″ пн. ш. 88°24′49″ зх. д. / 33.50806° пн. ш. 88.41361° зх. д. (33.507964, -88.413552).  За даними Бюро перепису населення США в 2010 році місто мало площу 59,18 км², з яких 57,14 км² — суходіл та 2,04 км² — водойми. В 2017 році площа становила 66,96 км², з яких 64,82 км² — суходіл та 2,14 км² — водойми.

### Клімат
| Клімат : Коламбус       | Клімат : Коламбус | Клімат : Коламбус | Клімат : Коламбус | Клімат : Коламбус | Клімат : Коламбус | Клімат : Коламбус | Клімат : Коламбус | Клімат : Коламбус | Клімат : Коламбус | Клімат : Коламбус | Клімат : Коламбус | Клімат : Коламбус | Клімат : Коламбус |
| Показник                | Січ.              | Лют.              | Бер.              | Квіт.             | Трав.             | Черв.             | Лип.              | Серп.             | Вер.              | Жовт.             | Лист.             | Груд.             | Рік               |
| Абсолютний максимум, °C | 27,2              | 31,1              | 31,7              | 33,9              | 38,3              | 40,6              | 43,9              | 42,2              | 42,8              | 35,6              | 31,1              | 27,8              | 43,9              |
| Середній максимум, °C   | 12,2              | 15,6              | 20,0              | 25,0              | 28,9              | 32,2              | 33,9              | 33,9              | 30,6              | 25,0              | 19,4              | 13,9              | 24,2              |
| Середній мінімум, °C    | 0,6               | 2,8               | 6,1               | 10,0              | 15,0              | 19,4              | 21,7              | 21,1              | 17,2              | 10,6              | 5,6               | 1,7               | 11,0              |
| Абсолютний мінімум, °C  | −18,3             | −13,9             | −8,3              | −1,1              | 5,0               | 8,9               | 15,0              | 11,1              | 5,6               | −1,7              | −5,6              | −20               | −20               |
| ----------------------- | ----------------- | ----------------- | ----------------- | ----------------- | ----------------- | ----------------- | ----------------- | ----------------- | ----------------- | ----------------- | ----------------- | ----------------- | ----------------- |

## Демографія
Згідно з переписом 2010 року, у місті мешкало 23 640 осіб у 9615 домогосподарствах у складі 5768 родин. Густота населення становила 399 осіб/км².  Було 10943 помешкання (185/км²).
Расовий склад населення:
| - 60,0 % — чорних або афроамериканців - 37,4 % — білих - 0,7 % — азіатів - 0,2 % — корінних американців |

До двох чи більше рас належало 1,1 %. Частка іспаномовних становила 1,4 % від усіх жителів.
За віковим діапазоном населення розподілялося таким чином: 22,5 % — особи молодші 18 років, 61,6 % — особи у віці 18—64 років, 15,9 % — особи у віці 65 років та старші. Медіана віку мешканця становила 36,4 року. На 100 осіб жіночої статі у місті припадало 85,0 чоловіків;  на 100 жінок у віці від 18 років та старших — 80,5 чоловіків також старших 18 років.
Середній дохід на одне домашнє господарство  становив 45 333 долари США (медіана — 30 968), а середній дохід на одну сім'ю — 55 006 доларів (медіана — 39 680). Медіана доходів становила 37 087 доларів для чоловіків та 28 662 долари для жінок. За межею бідності перебувало 31,2 % осіб, у тому числі 47,1 % дітей у віці до 18 років та 15,5 % осіб у віці 65 років та старших.
Цивільне працевлаштоване населення становило 8984 особи. Основні галузі зайнятості: освіта, охорона здоров'я та соціальна допомога — 26,4 %, роздрібна торгівля — 14,2 %, виробництво — 12,9 %.

## Персоналії
- Теннессі Вільямс (1911-1983) — американський драматург.